# Geoffrey Lane, Baron Lane
Geoffrey Dawson Lane, Baron Lane AFC PC QC (* 17. Juli 1918 in Derby; † 22. August 2005) war ein britischer Jurist.

## Leben
Er besuchte das Trinity College in Cambridge und machte dort 1939 seinen Abschluss. Während des Zweiten Weltkrieges diente er in der Royal Air Force, dort flog er einen Wellington Bomber, stieg zum Major auf und kommandierte ein Geschwader. Ihm wurde 1943 das Air Force Cross verliehen.
Im Jahre 1946 wurde er in die Anwaltskammer Gray’s Inn aufgenommen. Er spezialisierte sich auf Strafprozesse in den Bezirken Midland und Oxford. 1962 wurde er Kronanwalt. Er klagte einige der Täter des großen Postzugraubes an.
1966 wurde er Richter der Queen’s Bench Division und erhielt die obligatorische Ritterwürde.
Lane wurde 1974 Richter am Court of Appeal of England and Wales und im Oktober 1979 Lord of Appeal in Ordinary. Damit ging seine Erhebung zum Life Peer als Baron Lane, of St Ippollitts in the County of Hertfordshire einher.
Von 1980 bis 1992 war er Lord Chief Justice of England and Wales.
Er starb 2005 und wurde in St. Ippolyts nahe Hitchin in Hertfordshire beerdigt.